# アルメイダ包囲戦 (1762年)
アルメイダ包囲戦（アルメイダほういせん、英語: Siege of Almeida）は七年戦争中の1762年8月16日から8月25日まで、アランダ伯爵率いるスペイン軍がポルトガル領のアルメイダを包囲、占領した戦闘で、スペインによるポルトガル侵攻の一部である。

## 包囲
この包囲戦はポルトガル全土を占領するための大規模な侵攻の一部であった。スペインは挟撃作戦に出、北のガリシアからドウロ川を渡りポルトを脅かした一方、南ではシウダ・ロドリーゴから越境した。包囲から9日後、ポルトガルの守備軍は降伏した。しかし、スペインのさらなる進軍はイギリス援軍8千人が到着し、バレンシア・デ・アルカンタラの戦いで補給を妨害したことで阻まれた。

## その後
アランダ伯はアルメイダに駐留したが、アルメイダはスペインが終戦まで占領した唯一のポルトガル要塞となった。七年戦争の講和条約であるパリ条約では、イギリスがハバナとフィリピンをスペインに返還する代わりに、スペインはアルメイダをポルトガルに返還、フロリダをイギリスに割譲した。